# Mona Nemer

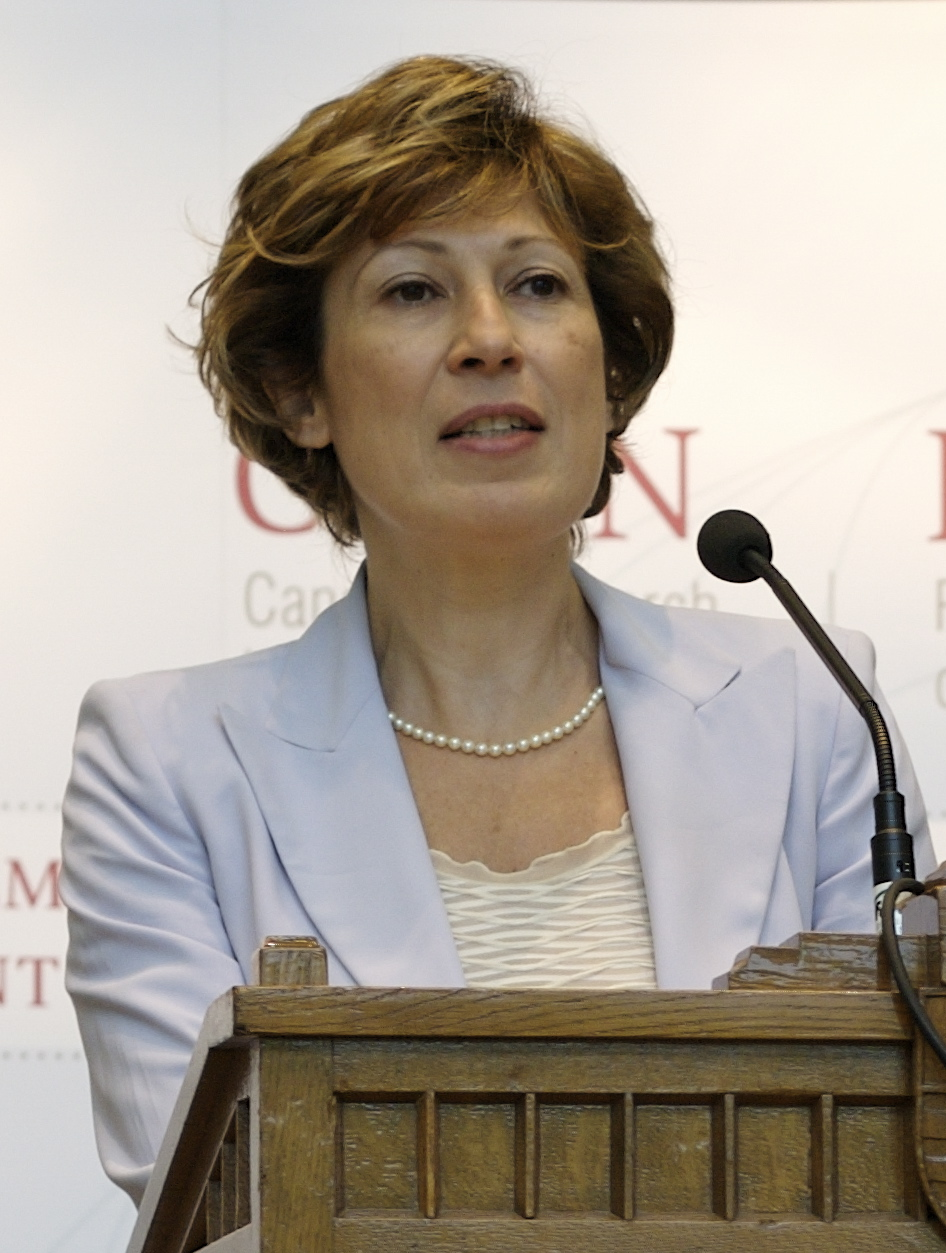
Mona Nemer (2008)

Mona Nemer, CM CQ (* 1957 in Beirut) ist eine kanadische Molekularbiologin libanesischer Herkunft. Sie ist seit 2006 an der Universität Ottawa tätig und fungierte dort bis 2017 als Vizepräsidentin, bevor sie zum neuen Chief Science Advisor der kanadischen Regierung ernannt wurde. Ihr wissenschaftlicher Schwerpunkt liegt auf der molekularbiologischen und genetischen Erforschung der Herzens, beispielsweise von angeborenen Herzfehlern.

## Werdegang
Mona Nemer wuchs im Libanon auf, begab sich allerdings in Folge des Libanesischen Bürgerkriegs an die Wichita State University in den Vereinigten Staaten und erlangte dort 1977 den Bachelor in Chemie. Anschließend wechselte sie an die kanadische McGill University und wurde dort im Jahre 1982 in organischer Chemie unter Kelvin Ogilvie zum Ph.D. promoviert. Als Post-Doc arbeitete sie am Institut de recherches cliniques de Montréal (IRCM) der Universität Montreal. Dort stieg in der Folge zur Professorin auf und leitete die Abteilung des IRCM, die sich mit kardialer Genetik befasste. Zudem übernahm sie erste Positionen als Funktionärin, beispielsweise als Director of Academic Affairs sowie als Executive Director of Planning and Development des IRCM.
2006 wechselte Nemer an die Universität Ottawa und ist dort seither als Professorin der medizinischen Fakultät tätig. Parallel dazu fungierte sie als Vizepräsidentin der Universität im Bereich Forschung (Vice-President, Research), bis sie vom kanadischen Premierminister Justin Trudeau im September 2017 zur neuen leitenden wissenschaftlichen Beraterin der Regierung (Chief Science Advisor) ernannt wurde.

## Wissenschaftliches Schaffen
Nemer befasst sich vorrangig mit der Molekularbiologie und der Genetik des Herzens, sowohl mit der Physiologie als auch mit der Pathogenese von Herzinsuffizienz oder angeborenen Herzfehlern. Beispielsweise identifizierte sie Gene, die an der Regulation bzw. Entstehung der ventrikulären Hypertrophie beteiligt sind. Zudem trug ihre Forschung dazu, diagnostische Tests für Gendefekte zu entwickeln, die zu angeborenen Herzfehlern führen. Bisher veröffentlichte sie knapp 250 wissenschaftliche Fachartikel, unter anderem in Nature.

## Ehrungen
Nemer erhielt für ihr bisheriges Schaffen zahlreiche Preise und ist Mitglied mehrerer wissenschaftlicher Fach- und Ehrengesellschaften, darunter der Royal Society of Canada (2001), der American Association for the Advancement of Science (2016) sowie der American Academy of Arts and Sciences (2017). Sie empfing die Ehrendoktorwürde der École normale supérieure de Lyon (2009), der Universität Oulu (2013) sowie der Universität Grenoble (2023) und erhielt eine Queen Elizabeth II Diamond Jubilee Medal im Jahre 2012. Darüber hinaus ist sie Ritterin (Chevalière) des Ordre national du Mérite (2009) sowie des Ordre national du Québec (2010) und Mitglied (Member) des Order of Canada (2014).